# Астронет
Астронет — ресурс в Интернете, предназначенный для общения и распространения различной научной информации, связанной с астрономией. Целевая аудитория включает в себя широкий круг заинтересованных лиц — научных работников, инженеров, аспирантов, студентов и старших школьников.
Проект был создан и поддерживается при участии Государственного астрономического института имени П. К. Штернберга, российского фонда фундаментальных исследований, Научной Сети, РОО «Мир Науки и Культуры» и ряда других организаций. На сайте есть календари наблюдателя, карты неба, обзоры научных статей и учебная литература разного уровня — от школьных курсов астрономии до лекций по астрофизике.
Сайт занимал второе место на конкурсах РОТОР++ в 2003 году и РОТОР 2004 года.